# ImageMagick
ImageMagick — набор программ (консольных утилит) для чтения и редактирования файлов множества графических форматов. Является свободным и кроссплатформенным программным обеспечением.

## История
История разработки ImageMagick начинается в конце 1980 годов в американской химической компании DuPont, когда перед работающим в ней автором программы Джоном Кристи встала задача по отображению 24-битных изображений на мониторах, поддерживающих отображение только 256 уникальных цветов.
Позже компания DuPont передала авторские права на эту программу предприятию ImageMagick Studio LLC, и 1 августа 1990 года исходные коды ImageMagick появились в архиве компьютерной сети Usenet.

## Возможности
ImageMagick может использоваться с языками Perl, C, C++, Python, Ruby, PHP, Node.js, Pascal, Java, Delphi, в скриптах командной оболочки или самостоятельно.

## Доступные функции
- Вырезание куска изображения
- Скрипт bash, обрабатывающий все JPEG-файлы в текущей папке.
- Нерезкое маскирование
- Увеличение контраста
- Размытие полиграфического растра фильтром Гаусса
- Конвертирование цветных изображений в оттенки серого.